# Ernest-Léon-Zacharie Poictevin de La Rochette
 (juillet 2018).
Pour les autres membres de la famille, voir Famille Poictevin de La Rochette.
Ernest-Léon-Zacharie Poictevin, baron de La Rochette, né le 20 mai 1847 à Assérac et mort le 7 février 1902 à Assérac, est un homme politique français.

## Biographie
Fils d'Ernest Poictevin de La Rochette et de Marie Anne de Couëssin de Kergal, il était étranger à la politique militante, lorsqu'il est élu, le 6 avril 1879, député de la 2e circonscription de Saint-Nazaire, en remplacement de son frère, décédé. Il siège, comme lui, à l'extrême droite, et est réélu, le 21 août 1881. 
Adversaire des divers cabinets qui se succédèrent au pouvoir, La Rochette ne cesse de voter avec la minorité conservatrice, notamment contre les crédits du Tonkin, et est inscrit, le 4 octobre 1885, sur la liste monarchiste de la Loire-Inférieure ; réélu, il opine, comme dans les législatures précédentes, avec la droite conservatrice et royaliste, et se prononce, en dernier lieu, contre le rétablissement du scrutin d'arrondissement, pour l'ajournement indéfini de la révision de la Constitution, contre les poursuites contre trois députés membres de la Ligue des patriotes, contre le projet de loi Lisbonne restrictif de la liberté de la presse, contre les poursuites contre le général Boulanger.
Il épouse Mélanie de Chasteigner, petite-nièce d'Amédée-François-Paul de Béjarry.